# Jermachan Ibraimov
Jermachan Ibraimov, född 1 januari 1972, är en kazakstansk boxare som tog OS-guld i lätt mellanviktsboxning 2000 i Sydney. Fyra år tidigare i Atlanta tog han OS-brons i samma viktklass.